# Anthrax algrius
Anthrax algrius är en tvåvingeart som först beskrevs av Villeneuve 1910.  Anthrax algrius ingår i släktet Anthrax och familjen svävflugor.
Artens utbredningsområde är Algeriet. Inga underarter finns listade i Catalogue of Life.